# Descendants : Le Mariage royal
Pour plus de détails, voir Fiche technique et Distribution.
Descendants : Le Mariage royal (Descendants: The Royal Wedding) est un court métrage d'animation télévisée américain réalisé par Salvador Simó et diffusé le 13 août 2021 sur Disney Channel.
Il s'agit du quatrième court-métrage de la franchise Descendants qui s'inspire des personnages des films du studio Walt Disney Pictures en mettant en scène leurs descendants. Se déroulant après les événements du troisième téléfilm de la trilogie, Descendants 3, il sert de conclusion aux aventures de Mal, Evie, Jay et leurs entourage.
Ce court métrage est dédié à la mémoire de l'acteur Cameron Boyce, l'interprète de Carlos d'Enfer, décédé en 2019.

## Synopsis
C'est le grand jour, Mal et Ben vont enfin se marier ! Mais quand Hadès arrive et provoque un incendie, le mariage se voit repoussé en catastrophe. Mal et ses amis décident de se rendre sur l'île de l'Oubli pour retrouver Hadès et résoudre le problème afin que le mariage puisse avoir lieu ...

## Fiche technique
- Titre original : Descendants: The Royal Wedding
- Titre français : Descendants : Le Mariage royal
- Réalisation : Salvador Simó
- Scénario : Josann McGibbon, Sara Parriott et Ricky Roxburgh
- Montage : José Manuel Jiménez
- Musique : Arturo Cardelús (compositions originales) et David Lawrence (archives des premiers téléfilms)
- Production : Matías Bossié
- Producteurs délégués : Juan Manuel Freire et Gustavo Karam
- Sociétés de production : Final Frontier et Disney Channel
- Sociétés de distribution : Disney Channel (télévision) ; The Walt Disney Company (globale)
- Pays d’origine :  États-Unis
- Langue originale : anglais
- Format : couleur
- Genre : Musical et fantastique
  -  États-Unis : 13 août 2021 sur Disney Channel (première diffusion)
  -  Belgique : 27 novembre 2021 sur Disney Channel Belgique (première diffusion)
  -  France : 15 janvier 2022 sur Disney Channel France (première diffusion)

 Sauf indication contraire, les informations mentionnées dans cette section peuvent être confirmées par la base de données cinématographiques IMDb,  présente dans la section « Liens externes ».

## Distribution
- Dove Cameron (VFB : Nancy Philippot) : Mal, la fille de Maléfique
- Sofia Carson (VFB : Mélanie Dambermont) : Evie, la fille de la Méchante Reine
- Booboo Stewart (VFB : Pierre Lognay) : Jay, le fils de Jafar
- Mitchell Hope (VFB : Pierre Le Bec) : le roi Benjamin « Ben », le fils de Belle et La Bête
- Cheyenne Jackson (VFB : Michelangelo Marchese) : Hadès
- China Anne McClain (VFB : Mélissa Windal) : Uma, la fille d'Ursula
- Sarah Jeffery (VFB : Helena Coppejans) : la princesse Audrey, la fille de la princesse Aurore et du prince Philippe
- Anna Cathcart (VFB : Clara Mullenaerts) : Java Tremaine, la fille de Javotte Tremaine (Dizzy en V.O)
- Jedidiah Goodacre (VFB : Maxime Donnay) : le prince Chad Charmant, le fils de Cendrillon et du Prince Charmant (Chad Charming en V.O.)
- Dan Payne (VFB : Philippe Allard) : Adam, la Bête
- Melanie Paxson (VFB : Marcha Van Boven) : la Fée marraine
- Bobby Moynihan (VFB : Olivier Prémel) : Camarade (voix, Dude en V.O.)
- Jack Venturo (VFB : Olivier Prémel) : Garde #1 d'Hadès
- Ryan Garcia : Garde #2 d'Hadès

Les personnages de Belle et Maléfique apparaissant également dans le court-métrage mais n'ont aucun dialogue.
Doublage
- Société de doublage : Dubbing Brothers Belgique
- Direction artistique : Bruno Mullenaerts
- Adaptation des dialogues : Ghislaine Gozes

## Production
En mars 2021, Disney Channel annonce la production d'un television special animé qui se déroule après les évènements du troisième téléfilm et qui suit le mariage de Mal et Ben.
Il est confirmé que une grande partie des acteurs des téléfilms prêteront leurs voix à leurs personnages dans ce special également dédié à la mémoire de Cameron Boyce, l'interprète de Carlos d'Enfer, décédé en 2019. L'absence de son personnage est d'ailleurs expliqué dans le court-métrage.
Servant de conclusion aux aventures de Mal et ses amis, il est dévoilé que le court-métrage serait écrit par les scénaristes de la trilogie, Josann McGibbon et Sara Parriott, et qu'il contiendrait un numéro musical inédit : la chanson Feeling the Love interprétés par plusieurs acteurs de la franchise.

## Série prologue:The Planning of the Royal Wedding
The Planning of the Royal Wedding est une shortcom d'animation se déroulant avant les événements du court-métrage et diffusée en novembre 2020 sur Disney Channel.
Elle suit Mal et Evie en pleine préparation du mariage royale entre Mal et Ben. Dove Cameron et Sofia Carson y reprennent leurs rôles une nouvelle fois.